# Evarcha
Evarcha Simon, 1902 è un genere di ragni appartenente alla famiglia Salticidae.

## Caratteristiche
Il colore preferenziale di questo genere è il bruno, con poche variazioni. Hanno una struttura piuttosto robusta.

## Habitat
Di preferenza si riscontrano in zone umide, su cespugli e arbusti, avvolti in bozzoli di seta.

## Distribuzione
Le 81 specie oggi note di questo genere hanno diffusione cosmopolita, anche se la maggior parte limita la diffusione all'Asia, all'Africa e a parte dell'Europa.
In Italia sono state reperite 4 specie di questo genere

## Tassonomia

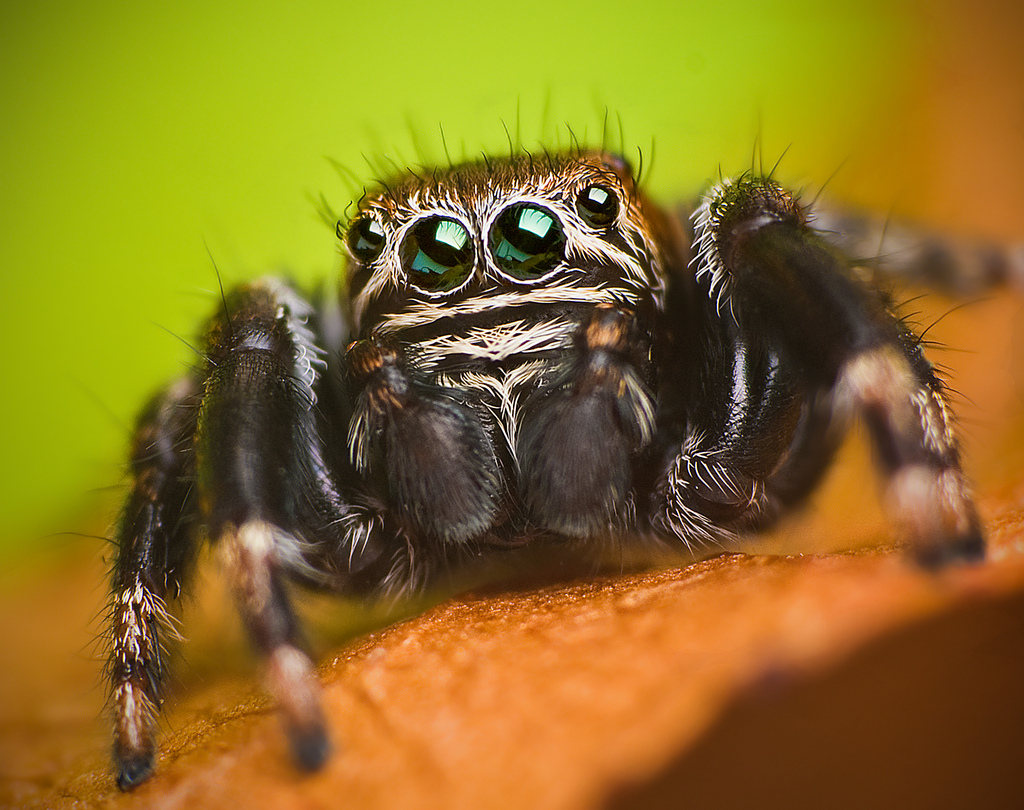
Evarcha arcuata

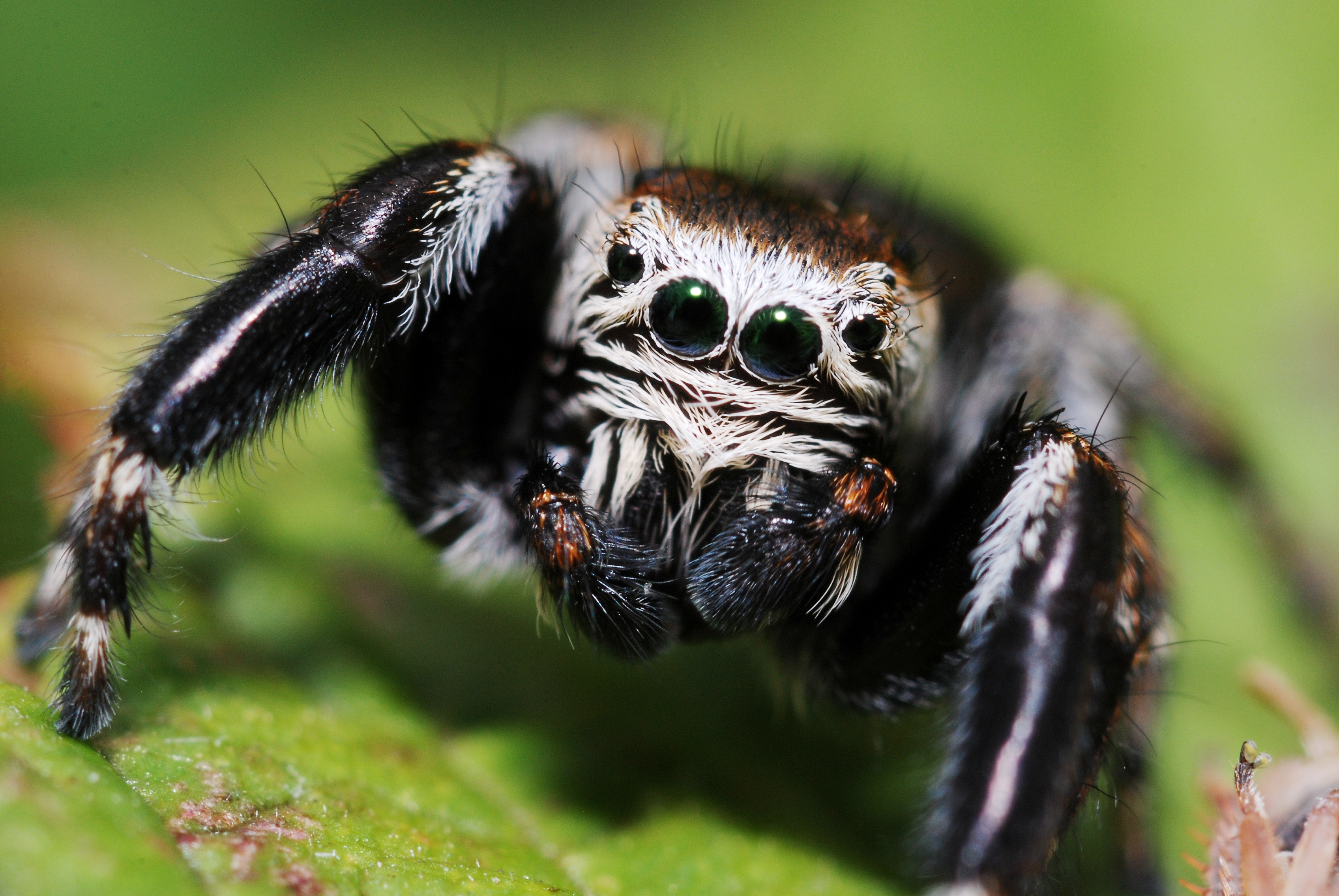
Evarcha arcuata, maschio

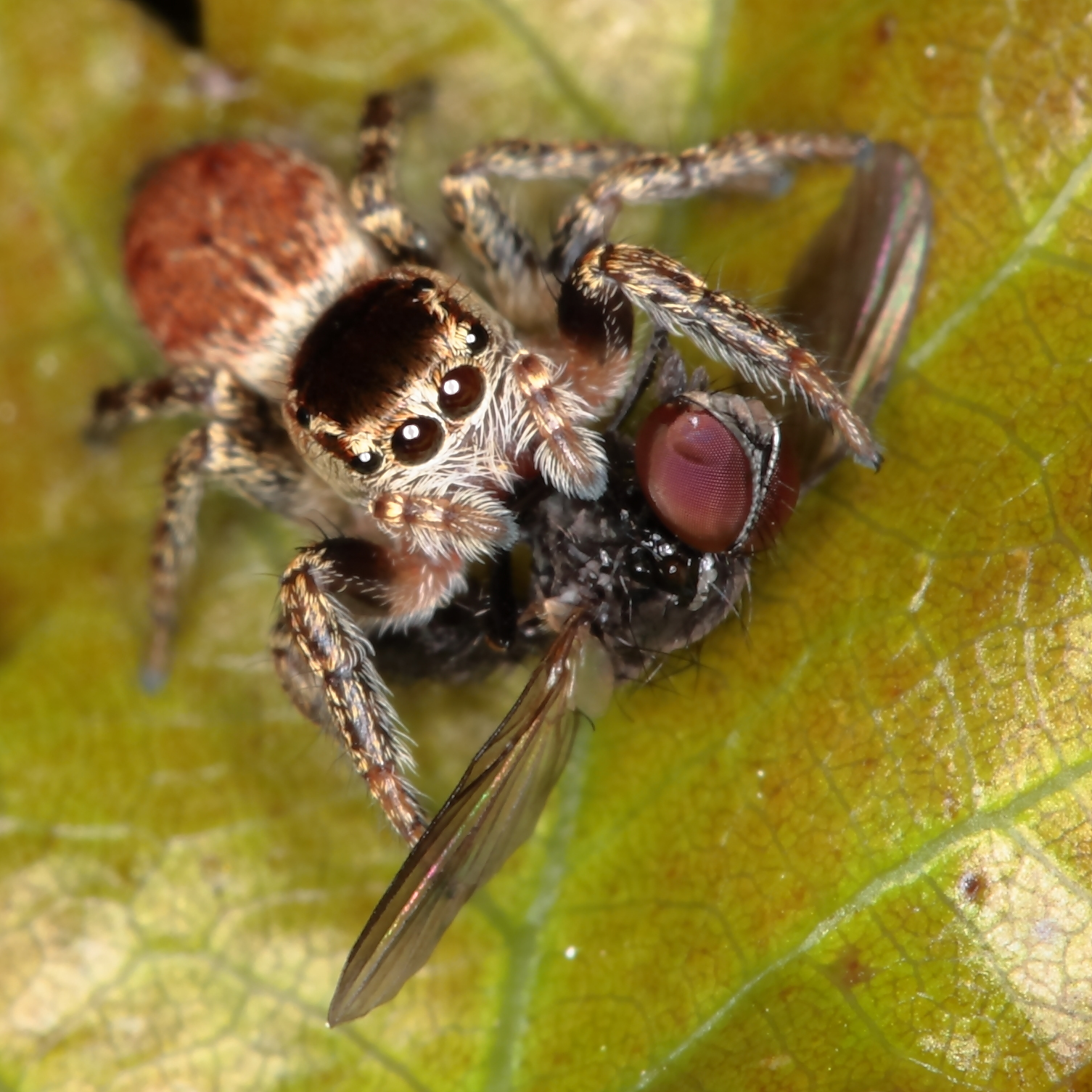
Evarcha falcata, maschio, ha catturato una mosca

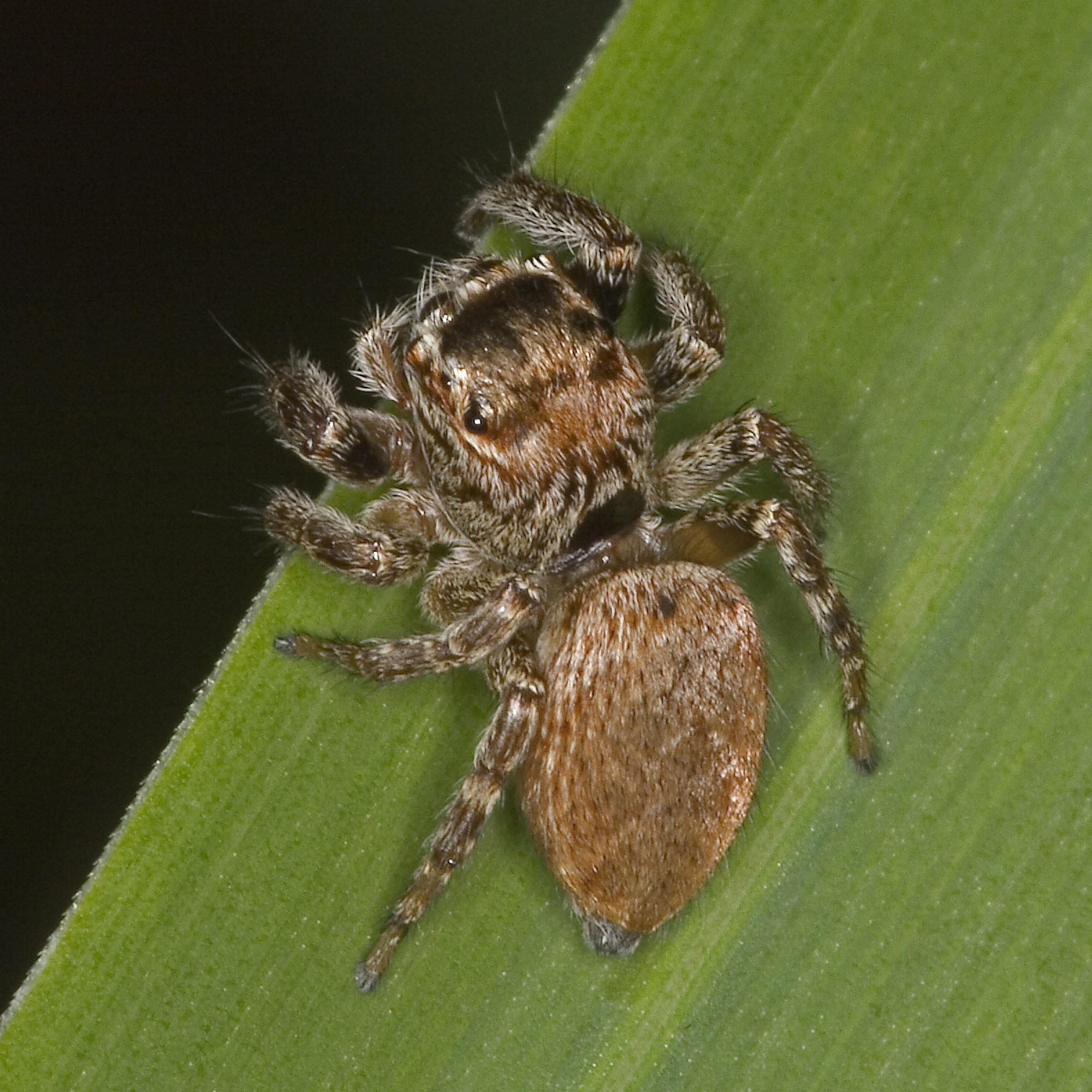
Evarcha falcata, femmina

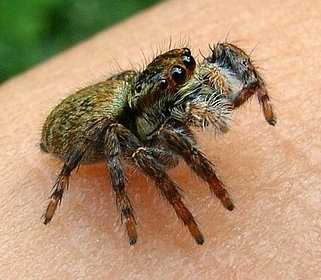
Evarcha albaria, maschio

Gli aracnologi Lowrie & Gertsch ravvidero in uno studio del 1955 una sinonimia di questo genere con Pellenes Simon, 1876, poi non confermata da successivi lavori.
Questo genere è invece considerato un sinonimo anteriore di Colopsus Simon, 1902 a seguito di un lavoro di Prószynski del 1984.
A dicembre 2010, si compone di 81 specie e due sottospecie:
1. Evarcha acuta Wesolowska, 2006 — Namibia
2. Evarcha albaria (L. Koch, 1878) — Russia, Cina, Corea, Giappone
3. Evarcha amabilis (C. L. Koch, 1846) — USA
4. Evarcha annae (Peckham & Peckham, 1903) — Sudafrica
5. Evarcha aposto Wesolowska & Tomasiewicz, 2008 — Etiopia
6. Evarcha arabica Wesolowska & van Harten, 2007 — Yemen
7. Evarcha arcuata (Clerck, 1757) — Regione paleartica (presente in Italia)
8. Evarcha armeniaca Logunov, 1999 — Armenia, Azerbaigian
9. Evarcha awashi Wesolowska & Tomasiewicz, 2008 — Etiopia
10. Evarcha bakorensis Rollard & Wesolowska, 2002 — Guinea
11. Evarcha bicoronata (Simon, 1901) — Hong Kong
12. Evarcha bicuspidata Peng & Li, 2003 — Vietnam
13. Evarcha bihastata Wesolowska & Russell-Smith, 2000 — Tanzania
14. Evarcha bulbosa Zabka, 1985 — Cina, Vietnam
15. Evarcha cancellata (Simon, 1902) — Sri Lanka, Giava
16. Evarcha certa Rollard & Wesolowska, 2002 — Guinea, Etiopia
17. Evarcha chappuisi Lessert, 1925 — Africa orientale
18. Evarcha chubbi Lessert, 1925 — Africa orientale
19. Evarcha coreana Seo, 1988 — Cina, Corea
20. Evarcha crinita Logunov & Zamanpoore, 2005 — Afghanistan
21. Evarcha culicivora Wesolowska & Jackson, 2003 — Kenya
22. Evarcha darinurica Logunov, 2001 — Afghanistan
23. Evarcha digitata Peng & Li, 2002 — Cina
24. Evarcha dubia (Kulczyński, 1901) — Etiopia
25. Evarcha elegans Wesolowska & Russell-Smith, 2000 — Etiopia, Tanzania
26. Evarcha eriki Wunderlich, 1987 — Isole Canarie
27. Evarcha falcata (Clerck, 1757)[3] — Regione paleartica (presente in Italia)
  - Evarcha falcata nigrofusca (Strand, 1900) — Norvegia
  - Evarcha falcata xinglongensis Yang & Tang, 1996 — Cina
28. Evarcha fasciata Seo, 1992 — Cina, Corea, Giappone
29. Evarcha flavocincta (C. L. Koch, 1846) — dalla Cina a Giava
30. Evarcha gausapata (Thorell, 1890) — Sumatra, Giava
31. Evarcha hirticeps (Song & Chai, 1992) — Cina
32. Evarcha hoyi (Peckham & Peckham, 1883) — USA, Canada
33. Evarcha hunanensis Peng, Xie & Kim, 1993 — Cina
34. Evarcha hyllinella Strand, 1913 — Lombok (Indonesia)
35. Evarcha ignea Wesolowska & Cumming, 2008 — Zimbabwe
36. Evarcha improcera Wesolowska & van Harten, 2007 — Yemen
37. Evarcha infrastriata (Keyserling, 1881) — Queensland
38. Evarcha jucunda (Lucas, 1846) — Mediterraneo, introdotto in Belgio (presente in Italia)
39. Evarcha kirghisica Rakov, 1997 — Kirghizistan
40. Evarcha kochi Simon, 1902 — Giava, Lombok
41. Evarcha laetabunda (C. L. Koch, 1846) — Regione paleartica (presente in Italia)
42. Evarcha maculata Rollard & Wesolowska, 2002 — Guinea, Etiopia
43. Evarcha madagascariensis Prószynski, 1992 — Madagascar
44. Evarcha michailovi Logunov, 1992 — Francia, Russia, Asia centrale, Cina
45. Evarcha mirabilis Wesolowska & Haddad, 2009 — Sudafrica
46. Evarcha mongolica Danilov & Logunov, 1994 — Russia, Cina
47. Evarcha mustela (Simon, 1902) — Africa orientale e meridionale
48. Evarcha natalica Simon, 1902 — Sudafrica
49. Evarcha negevensis Prószynski, 2000 — Israele
50. Evarcha nenilini Rakov, 1997 — Asia centrale
51. Evarcha nepos (O. P.-Cambridge, 1872) — Israele
52. Evarcha nigricans (Dalmas, 1920) — Tunisia
53. Evarcha nigrifrons (C. L. Koch, 1846) — Sumatra
54. Evarcha obscura Caporiacco, 1947 — Africa orientale
55. Evarcha optabilis (Fox, 1937) — Cina
56. Evarcha orientalis (Song & Chai, 1992) — Cina
57. Evarcha paralbaria Song & Chai, 1992 — Cina
58. Evarcha patagiata (O. P.-Cambridge, 1872) — Siria
59. Evarcha petrae Prószynski, 1992 — Thailandia
60. Evarcha picta Wesolowska & van Harten, 2007 — Yemen
61. Evarcha pileckii Prószynski, 2000 — Israele
62. Evarcha pinguis Wesolowska & Tomasiewicz, 2008 — Etiopia
63. Evarcha pococki Zabka, 1985 — dal Bhutan al Vietnam, Cina
64. Evarcha praeclara Prószynski & Wesolowska, 2003 — Sudan, Israele, Yemen
65. Evarcha prosimilis Wesolowska & Cumming, 2008 — Tanzania, Zimbabwe
66. Evarcha proszynskii Marusik & Logunov, 1998 — dalla Russia al Giappone, USA, Canada
67. Evarcha pseudopococki Peng, Xie & Kim, 1993 — Cina
68. Evarcha pulchella (Thorell, 1895) — Birmania
69. Evarcha reiskindi Berry, Beatty & Prószynski, 1996 — Isole Caroline
70. Evarcha rotundibulbis Wesolowska & Tomasiewicz, 2008 — Etiopia
71. Evarcha russellsmithi Wesolowska & Tomasiewicz, 2008 — Etiopia
72. Evarcha seyun Wesolowska & van Harten, 2007 — Yemen
73. Evarcha sichuanensis Peng, Xie & Kim, 1993 — Cina
74. Evarcha similis Caporiacco, 1941 — Etiopia
75. Evarcha squamulata (Simon, 1902) — Sierra Leone
76. Evarcha striolata Wesolowska & Haddad, 2009 — Sudafrica
77. Evarcha syriaca Kulczynski, 1911 — Siria, Israele
78. Evarcha vitosa Próchniewicz, 1989 — Africa centrale e orientale
79. Evarcha wenxianensis Tang & Yang, 1995 — Cina
80. Evarcha wulingensis Peng, Xie & Kim, 1993 — Cina
81. Evarcha zimbabwensis Wesolowska & Cumming, 2008 — Zimbabwe

### Omonimie
- Evarcha similis Wesolowska & Russell-Smith, 2000; il nome era già stato utilizzato precedentemente da Caporiacco nel 1941; in seguito ad uno studio degli aracnologi Wesolowska & Haddad del 2008, è stata riscontrata l'omonimia di questi esemplari con E. prosimilis[1].

### Specie trasferite
Al dicembre 2010 sono state trasferite da questo genere 13 specie in nove generi diversi, a testimonianza della variabilità delle caratteristiche di Evarcha:
- Evarcha afghana Roewer, 1962; trasferita al genere Plexippoides.
- Evarcha albopilosa Tyschchenko, 1965; trasferita al genere Pellenes.
- Evarcha capistrata (C. L. Koch, 1846); trasferita al genere Bavia.
- Evarcha cara Wesolowska & van Harten, 1994; trasferita al genere Hyllus.
- Evarcha cornigera (Wesolowska & van Harten, 1994); trasferita al genere Hyllus.
- Evarcha crassipes (Karsch, 1881); trasferita al genere Pancorius.
- Evarcha dotata (Peckham & Peckham, 1903); trasferita al genere Hyllus.
- Evarcha lapponica (Sundevall, 1833); trasferita al genere Pellenes.
- Evarcha leucophaea (C. L. Koch, 1846); trasferita al genere Pelegrina.
- Evarcha longipalpis Bösenberg & Strand, 1906; trasferita al genere Hasarius.
- Evarcha tropica Mello-Leitão, 1939; trasferita al genere Corythalia.
- Evarcha venezuelica Caporiacco, 1955; trasferita al genere Asaracus.
- Evarcha ventrilineata (Strand, 1906); trasferita al genere Hyllus.

### Nomen dubium
- Evarcha flammata (Clerck, 1757); un esemplare femminile, rinvenuto in Svezia e originariamente ascritto al genere Araneus, a seguito di uno studio dell'aracnologo Roberts del 1993 è da ritenersi nomen dubium[1].